# Kucsmás poszáta
A kucsmás poszáta (Curruca melanocephala) a madarak osztályának verébalakúak (Passeriformes) rendjébe és az óvilági poszátafélék (Sylviidae) családjába tartozó faj.

## Rendszerezés
Besorolása vitatott, egyes rendszerezők szerint a Sylvia nembe tartozik Sylvia melanocephala néven

## Előfordulása
Dél-Európában, Észak-Afrikában, Kis-Ázsiában és a Közel-Keleten él. Sűrű bokrok között és gazdag aljnövényzettel ellátott erdőkben található.

## Alfajai
- Curruca melanocephala carmichaellowi
- Curruca melanocephala leucogastra
- Curruca melanocephala melanocephala
- Curruca melanocephala momus
- Curruca melanocephala norrisae
- Curruca melanocephala pasiphae

## Megjelenése
Testhossza 13–14 centiméter, szárnyfesztávolsága 15–18 centiméter, testtömege pedig 10–15 gramm. A hím a fején fekete sapkát visel.
|  |  |  |

## Életmódja
Hernyókat, lepkéket, szöcskéket, sáskákat és pókokat zsákmányol, de télen elfogyasztja a bogyókat és gyümölcsöket is. Elegendő élelem esetén állandó, esetleg délebbre húzódik, néha kóborol, eljut Észak-Európába is.

## Szaporodása
Bokrok közé rejti, gyökerekből, fűszálakból és tollpihékből készített fészkét. Fészekalja 4-5 tojásból áll, melyen 13-14 napig kotlik. A fiókák még 10 napig a fészekben tartózkodnak, röpképességük elnyerése előtt elhagyják azt. A kotlást inkább a tojó végzi, az etetésben mindkét szülő részt vesz.

## Kárpát-medencei előfordulása
Magyarországon nagyon ritka vendég.

## Védelem
Magyarországon védett, természetvédelmi értéke 25 000 Ft.